# Ремілітаризація Рейнської області

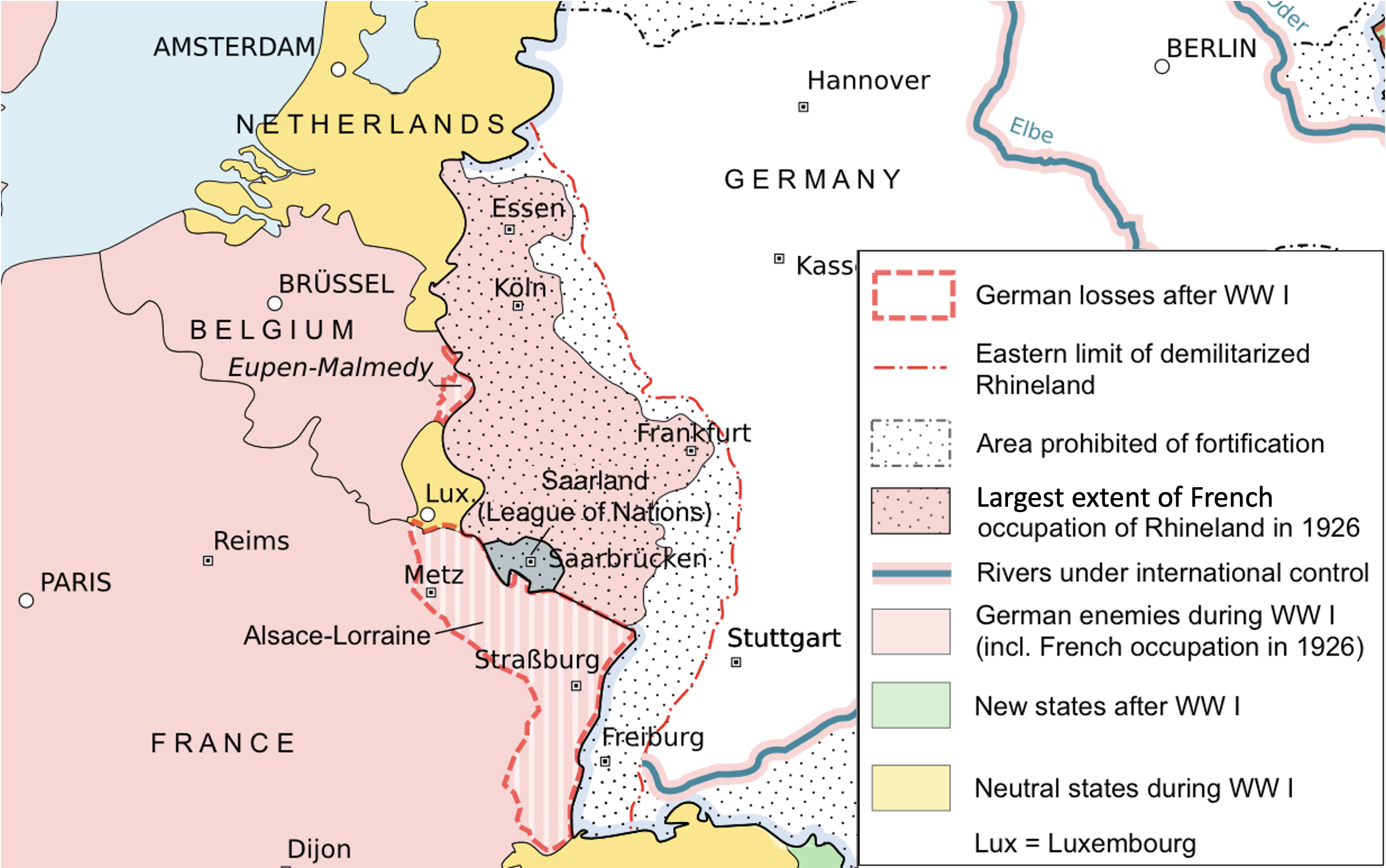
Кордон між Францією та Німеччиною після Першої світової війни (1919–1926).

Ремілітаризація Рейнської області (нім. Rheinlandbesetzung вимова [ˈʁaɪ̯nlantˌbəˈzɛtsʊŋ]) — дії Німеччини в 1936 році з ліквідації Рейнської демілітаризованої зони, приклад успішного балансування на межі війни. Ні Франція, ні Британія не були готові до військової відповіді, тому не вжили жодних дій. Після 1939 коментатори часто стверджували, що сильний військовий крок у 1936 міг зруйнувати експансіоністські плани Адольфа Гітлера, диктатора Німеччини. Однак новітня історіографія погоджується з тим, що як громадськість, так і еліта Британії та Франції рішуче виступали проти військового втручання, і жодна з них не мала армії, готової до вторгнення.

## Підготовка Німеччини
У 1936 році канцлер Німеччини, диктатор Адольф Гітлер ухвалив рішення про ремілітаризацію Рейнської області. Спочатку він планував провести її в 1937 році. Деякі обставини, насамперед ратифікація франко-радянського пакту 1935 року, дали йому змогу прискорити події. Гітлер зумів подати свою провокацію як захисну ініціативу проти «оточення» ворожими державами. Серед інших обставин, що вплинули на рішення Гітлера, визначають можливість отримання французькою армією кращого озброєння в 1937 році, тільки що сталося падіння уряду Франції та призначення там тимчасового уряду, економічні проблеми в самій Німеччині, які вимагали зовнішньополітичного успіху для відновлення популярності режиму, італо-ефіопську війну, яка зруйнувала «Фронт Стрези», і, нарешті, можливе небажання Гітлера терпіти ще один рік.
12 лютого 1936 року Гітлер провів зустріч, у якій брали участь міністр закордонних справ Костянтин Нейрат і посол з особливих доручень Йоахім фон Ріббентроп. Обговорювалася можлива реакція великих держав на ремілітаризацію Рейнської області. Нейрат підтримав ремілітаризацію, але наполягав на проведенні додаткових переговорів, тоді як Ріббентроп наполягав на негайній односторонній ремілітаризації.
Того ж дня Гітлер поінформував військового міністра фельдмаршала Вернера фон Бломберга про своє рішення. Гітлер зажадав від глави збройних сил, генерала Вернера фон Фріча, довідки про те, скільки часу буде потрібно на переправлення в Рейнську область декількох піхотних батальйонів та артилерійської батареї. Фріч повідомив, що йому на це знадобиться три дні. При цьому він висловив думку, що німецька армія не в змозі вести збройну боротьбу проти французів, і висловився за продовження переговорів. Начальник Генерального штабу генерал Людвіг Бек попередив Гітлера, що німецькі війська не зможуть відбити можливу французьку атаку. Гітлер запевнив Фріча, що німецькі війська залишать Рейнську область, якщо справа дійде до відповідної французької атаки. Операція отримала кодову назву «Зимові вправи». У той же час Нейрат поспішав розробити розлогі дипломатичні документи, які повинні були виправдати ремілітаризацію Рейну. Її подавали світовій спільноті як «реакцію» на франко-радянський пакт. Нейрат радив Гітлеру ввести в Рейнську область мінімальну кількість солдатів, аби Британія і Франція не могли розпочати війну, пославшись лише на «кричуще порушення» умов Локарно (обидві держави зобов'язувалися зробити активні дії тільки у випадку «кричущих порушень»). У заяві, підготовленій Нейратом для іноземної преси, ремілітаризація описувалася як вимушений кроку, на який Німеччина пішла з великою неохотою через ратифікацію франко-радянського пакту. Заява також натякала на готовність Німеччини повернутися в Лігу Націй після того, як всі змиряться з ремілітаризацією.
13 лютого в німецькому посольстві в Лондоні відбулася зустріч принца Бісмарка з головою центрального департаменту британського МЗС Ральфом Уигрэмом. Він констатував, що британська сторона хоче «робочої угоди» про заборону повітряних бомбардувань і в обмін на подібну угоду готова переглянути умови Локарно і Версаля на користь Німеччини . 22 лютого в Римі Беніто Муссоліні, розлючений накладеними на нього Лігою Націй санкціями в покарання за агресію в Ефіопії, заявив німецькому послу, що в разі ремілітаризації Німеччиною Рейнської області він не буде дотримуватися умов угод у Локарно. Утім, позиція Муссоліні не мала вирішального значення: його армія була скута в Ефіопії, а Італія і Третій Рейх на той момент не мали спільного кордону.
Історики ведуть давні дебати, темою яких є відповідність рішення про ремілітаризації Рейнської області в 1936 році довгостроковими цілями Гітлера. Ті, хто підтримує «навмисну» інтерпретацію нацистської зовнішньої політики — Клаус Хільдебранд і Андреас Хиллгрубер,  — говорять про існування нім. Stufenplan (поетапного плану) завоювання світу. Ті, хто дотримується «функціональної» інтерпретації, стверджують, що ремілітаризація була спонтанною відповіддю на серйозні економічні проблеми, з якими режим зіткнувся в 1936 році. Ремілітаризація, в їхньому тлумаченні, була для нацистів простим і дешевим шляхом підвищення популярності режиму. Хільдебранд зазначає, що обидва ці тлумачення не обов'язково є взаємовиключними. Він стверджує, що Гітлер дійсно мав загальний план з досягнення світового панування, а конкретні деталі цього плану могли бути предметом імпровізації, і їх виконання залежало від тих факторів, які сам Гітлер контролювати був не в змозі.

## Введення військ
На світанку 7 березня 1936 року 19 піхотних батальйонів німецької армії та декілька військових літаків були перекинуті в Рейнську область. Вони досягли Рейну о 11 годині ранку, і три батальйони переправилися на східний берег. Після того як німецькі розвідувальні літаки відзначили концентрацію тисяч французьких солдатів на кордоні, генерал Бломберг благав Гітлера негайно віддати наказ про відведення військ. Гітлер запитав, чи французи перейшли кордон. Отримавши відповідь, що вони цього не зробили, він запевнив Бломберга, що цього і не відбудеться. На відміну від Бломберга, який весь час дуже нервував, Нейрат протягом усієї кризи залишався дуже спокійним і гаряче переконував Гітлера підтримувати жорсткий курс.
Генерал Гудеріан на допиті французькими офіцерами після закінчення Другої світової війни сказав: «Якби ви, французи, втрутилися в Рейнську область 1936 року, ми б програли все, і падіння Гітлера було б неминучим».
Сам Гітлер сказав: «48 годин після маршу в Рейнську область були дуже виснажливими в моєму житті. Якби французи увійшли в Рейнську область, нам довелося б ретируватися з підібганими хвостами. Військові ресурси, які були в нашому розпорядженні, були неадекватні навіть для надання помірного опору».

## Реакції

### Франція
Найбільш інтригуючим як для сучасників, так і для істориків були причини французької бездіяльності. До відкриття французьких архівів у середині 70-х років панувала думка про «психологічну неготовність» французів до великої війни, незважаючи на те, що Франція могла мобілізувати сто дивізій протягом декількох днів. Найбільш яскраво ця точка зору виражена Вільямом Ширером у класичній роботі «Зліт і Падіння Третього рейху». Історики, які отримали можливість вивчити відповідні французькі архіви, такі, як американець Стефен Шукер, звинувачують Ширера в «любительському підході до історії». Вони вважають, що головним фактором, який паралізував французьку політику, була економічна ситуація. Керівник французьких збройних сил, генерал Моріс Гамелен, проінформував уряд, що вартість видалення німецьких військ з Рейнської області, яке вимагало б мобілізації, складе 30 мільйонів франків на день.
У цей же період, з кінця 1935 року, Франція знаходилася в глибокій економічній кризі. Казначейство заявляло, що може підтримати курс франка по відношенню до долара і фунта лише за рахунок запозичень на зовнішніх фінансових ринках. Франція перебувала напередодні виборів, запланованих на весну 1936 року. Французька публіка була в жаху від можливої девальвації франка, і прем'єр тимчасового уряду Альбер Сарро вважав девальвацію неприйнятною. У будь-якому разі страх перед великою війною через ремілітаризації Рейнської області призвів до відтоку грошових коштів з Франції і втечі інвесторів. 18 березня Вілфрід Баумгартнер, заступник міністра фінансів, доповів уряду, що Франція є банкрутом. Лише відчайдушні заходи з вибивання короткострокових позик з французьких банків врятували країну від неминучого дефолту. Французький уряд побоювався, що мобілізація та повномасштабна війна призведуть до економічного краху.
Негайно після звістки про ремілітаризацію французький міністр закордонних справ П'єр Фланден вилетів до Лондона для проведення консультацій з британським прем'єром Стенлі Болдуіном. Уряд Франції видав декларацію, в якій засуджувалося введення німецьких військ. Декларація також містила натяк на можливу відповідну військову акцію. Болдуін запитав Фландена, які наміри його уряду, на що той відповів, що поки нічого ще не вирішено. Фланден вилетів назад у Париж для «консультацій з урядом». Результатом консультацій стала французька заява яка містила такий зміст: «Франція запропонує всі свої ресурси в розпорядження Ліги Націй для недопущення порушення положень всіх Договорів». Оскільки Франція вже ухвалила рішення про те, що мобілізації не буде, то Рейнську провокацію Гітлером було вирішено використовувати для отримання від Британії «континентального зобов'язання» (тобто зобов'язання Британії послати великі сухопутні сили на континент у разі серйозного збройного конфлікту). Французька стратегія полягала в тому, щоб продемонструвати готовність до великої війни через Рейнської області, а потім змусити Британію, з готовністю зіграла роль «умиротворителя», дати зазначене вище «зобов'язання» як компенсацію за стриманість, виявлену Францією. Наступний лондонський візит Фландена канадський історик Роберт Янг назвав «поданням всього його життя». Розлючений французький міністр відкрито загрожував війною Німеччині, чим налякав не тільки британську приймаючу сторону, але і власних військових, які не були в курсі хитромудрого плану міністра. Вони звернулися до уряду з проханням «притримати» міністра. 19 березня під напором Фландена, який стверджував, що Франція нічого не отримала взамін на «стриманість», уряд Британії видав туманну заяву, в якій безпека Британії пов'язувалася з безпекою Франції. Почалися переговори представників генеральних штабів Британії і Франції, хоча і в дуже обмежених рамках. Незважаючи на розчарування, французи вважали, що вони досягли «цінного» результату. «Континентальне зобов'язання» було метою французької зовнішньої політики починаючи з 1919 року і вважалося єдиним бар'єром, який міг зупинити німецький експансіонізм. 
Головнокомандувач французької армії генерал Гамелен заявив британському аташе: «Франція в змозі вести власні битви і послати допомогу Бельгії, але тільки за умови, що вона знає про неминуче прибуття Британського Експедиційного Корпусу. Відсутність британських сил призведе до того, що Франція буде змушена переглянути своє ставлення до своїх гарантій щодо Бельгії, і залишить Бельгію наодинці з ворогом. Це, в свою чергу, призведе до того, що Німеччина отримає в своє розпорядження авіаційні бази та ресурси для нальотів на Британію, що не може залишити останню байдужою». Об'єктивно, ремілітаризація Рейнської області призвела до того, що Франція втратила останню перевага, яку вона отримала за Версальським миром. Франція більше не могла з легкістю зайняти Рейнську область і створити реальну загрозу Рурському промислового району в разі, якщо б вона визнала дії Німеччини загрозливими.

### Велика Британія
Британські реакції характеризуються як «змішані». Найбільшу популярність одержало висловлювання лорда Лотіана (пізніше — посол Британії в США): «зрештою, німці лише зайшли у свій город». Бернард Шоу сказав щось подібне, зазначивши, що окупація Рейнської області «нічим не відрізняється від окупації англійцями Портсмута». Член палати громад Гарольд Нікольсон записав у своєму щоденнику 23 березня: «Настрої в парламенті жахливо пронімецькі. Всі бояться війни». Під час Рейнського кризи в Британії не відбулося жодного ралі або демонстраційного протесту. Навпаки, були організовані кілька демонстрацій, які вимагали «підтримання миру» і «недопущення застосування воєнної сили на континенті». Прем'єр-міністр Стенлі Болдуїн говорив, що у Британії "немає достатніх ресурсів, щоб зупинити германців, і що в будь-якому випадку «громадська думка» не підтримає військову акцію на континенті". Міністр закордонних справ Ентоні Іден наполягав на тому, щоб Франція не вдавалася до військової акції. Замість цього він сподівався умовити Гітлера вивести війська з Рейнської області, залишивши там лише «символічний контингент», після чого заново приступити до переговорів.
Додатковий фактор, що дуже вплинув на британську політику, — позиція домініонів. Вищі комісари всіх домініонів у Лондоні висловилися проти військової акції для відновлення статусу демілітаризованої Рейнської області. Особливо гаряче проти війни висловлювалися представники Південної Африки і Канади. Керівництво Британії пам'ятало про величезну роль, яку відіграли домініони в ході першої світової війни, і усвідомлювала, що підтримка домініонів не буде автоматичною.
Британці не були нещасливі і від того, що «Німеччина позбавила нас можливості піти на поступки», обравши односторонню акцію, і від того, що вони були змушені піти на зустріч французам і погодитися на переговори у генштабів. Міністр внутрішніх справ Джон Саймон написав Ідену і Болдуїну про французів: «Тепер вони нас міцно прив'язали до себе і можуть спокійно чекати колапсу переговорів. У подібних обставинах Франція продовжить залишатися такою ж егоїстичною, якою була завжди. Перспективи угоди з Німеччиною стають все більш слабкими». Переговори, втім, тривали лише п'ять днів. Вони відновилися лише в лютому 1939 року. Тим не менш, Британія ніколи не відмовилася б від своєї «гарантії» безпеки Франції, від зв'язку безпеки Франції та безпеки Британської імперії. Наступна «гарантія» була дана Невілем Чемберленом Польщі 31 березня 1939 року. У міжвоєнний період Британія розглядала питання про подібного роду «гарантії» з надзвичайною небажанням, побоюючись, що вони можуть втягнути країну в непотрібну і небажану війну. У 1925 році міністр закордонних справ Остін Чемберлен заявив, що «Польський коридор не коштує кісток одного британського гренадера».
Парадокс, однак, полягав у тому, що безпека Франції, створивши санітарний кордон і давши східноєвропейським державам, була тепер пов'язана з безпекою Британії. Агресія Німеччини проти східноєвропейських держав тягла за собою франко-німецьку війну, в яку неминуче була б змушена вступити Британія. Таким чином, «гарантія» 19 березня була видана не тільки Франції, але і, хоча б побічно, східноєвропейським державам. Саме це стало причиною того, що Британія була втягнута в центральноєвропейську кризу 1938 року. Укладений у 1924 році договір між Чехословаччиною та Францією означав, що війна між Чехословаччиною та Німеччиною автоматично перетворюється на франко-німецьку війну. Якби подібна подія сталася, Велика Британія опинилася б під сильним тиском через заяви та «гарантії» 19 березня 1936 року. Саме тому Британія була змушена брати участь у вирішенні кризи, незважаючи на те, що вважала вона прямо її не стосується. Під час обговорення Рейнської кризи в комітеті із зовнішніх справ палати громад 12 березня тільки Вінстон Черчилль висловився за «скоординовані дії» і допомогу Франції, яка повинна була кинути виклик ремілітаризації.

### Бельгія
Бельгія уклала союз із Францією в 1920, але після ремілітаризації Бельгія знову обрала нейтралітет. 14 жовтня 1936 король Бельгії Леопольд III сказав у своїй промові:
"Повторна окупація Рейнської області, поклавши край Локарнській угоді, майже повернула нас до нашого міжнародного становища перед війною... Ми повинні дотримуватися виключно і цілком бельгійської політики. Політика має бути спрямована виключно на те, щоб залишити нас поза сварками наших сусідів"
 Оскільки лідери Німеччини добре знали, що ні Британія, ні Франція не порушуватимуть бельгійський нейтралітет, проголошення бельгійського нейтралітету фактично означало, що не було більше небезпеки наступу союзників на Заході, якщо Німеччина почне нову війну, оскільки німці зараз були зайняті будівництвом Лінії Зігфрида вздовж кордону з Францією. Навпаки, як і до 1914, лідери Німеччини були надто готові порушити нейтралітет Бельгії. Бельгійський нейтралітет означав, що не можна було проводити штабні переговори між бельгійськими військовими та армією інших країн, а це означало, що коли німецькі війська вторглися в Бельгію в 1940, не було жодних планів щодо координації пересування бельгійських військ з військами Франції та Британії, яке дало фору німцям у їхньому наступі.

### Польща
Польща оголосила, що франко-польський військовий союз, підписаний у 1921, буде поважатися, хоча договір передбачав, що Польща допоможе Франції лише у випадку нападу на Францію. У той самий час, коли полковник Бек запевняв посла Франції Леона Ноеля у своїй відданості франко-польському альянсу та готовності Польщі підтримувати Францію, він також говорив німецькому послу графу Гансу-Адольфу фон Мольтке, що оскільки Німеччина не планує щодо вторгнення у Францію, франко-польський альянс не вступить в силу, і Польща нічого не зробить, якщо Франція почне діяти. Бек наголосив Мольтке на тому, що Польщі не дозволили підписати Локарно і вона не вступатиме у війну за Локарно, і що як один із архітекторів німецько-польського пакту про ненапад 1934 він є другом Рейху. 9 березня Бек сказав Мольтке, що його обіцянка вступити у війну з Францією була «на практиці безрезультатною», тому що вона набуде чинності, лише якщо німецькі війська увійдуть до Франції. Вайнберг писав, що «двоїчність» Бека під час Рейнської кризи, коли він говорив німецьким і французьким послам різні речі про те, що зробить Польща, «… нічого не принесло особистої репутації Бека і передбачало величезний ризик…» для Польщі. Польща погодилася мобілізувати свої сили, якщо Франція це зробить першою, однак вони утрималися від голосування проти ремілітаризації в Раді Ліги Націй.

### Сполучені Штати
Під час Рейнської кризи ізоляціоністський американський уряд суворо дотримувався політики «не робити нічого». Під час кризи президент Франклін Д. Рузвельт вирушив у «дипломатично зручну» тривалу рибальську поїздку до Флориди, щоб уникнути необхідності відповідати на запитання журналістів про те, що його адміністрація планує зробити у відповідь на кризу в Європі. Загальні настрої в уряді Сполучених Штатів висловив Трумен Сміт, американський військовий аташе в Берліні, який писав, що Гітлер прагнув лише покласти край французькому домінуванню в Європі, а не знищити Францію як силу. Доповідь Сміта підсумовувала: «Версаль мертвий. Можливо, буде німецька катастрофа і новий Версаль, але це буде не той Версаль, який темною хмарою висів над Європою з 1920».

### Радянський Союз
Публічно радянський уряд зайняв рішучу позицію, засуджуючи німецький переворот як загрозу миру. У той же час радянський комісар закордонних справ Максим Литвинов виступав перед Генеральною асамблеєю Ліги Націй, вихваляючи колективну безпеку та закликаючи світ протистояти гітлерівському перевороту, радянські дипломати в Берліні розповідали своїм колегам на Auswärtiges Amt про їх прагнення до кращих комерційних відносин, що, у свою чергу, може призвести до кращих політичних відносин. Відразу після ремілітаризації радянський прем'єр-міністр В'ячеслав Молотов дав інтерв'ю швейцарській газеті Le Temps, натякнувши, що Радянський Союз хоче кращих відносин з Німеччиною. У квітні 1936 Радянський Союз підписав з Німеччиною торговий договір, який передбачав розширення німецько-радянської торгівлі. Головною проблемою для Радянського Союзу під час війни з Німеччиною була відсутність спільного німецько-радянського кордону, що вимагало від урядів Польщі та Румунії надати право транзиту Червоній армії. Незважаючи на свою декларовану готовність вступати в бій з Вермахтом, Наркоминдел мав тенденцію вести переговори з поляками та румунами щодо прав на транзит у разі війни таким чином, щоб припустити, що вони хочуть провалу переговорів, припускаючи, що радянська жорстка лінія проти Німеччини було лише позерством. Румуни, а тим більше поляки висловлювали великий страх, що якщо Червоній армії буде дозволено транзитний доступ до їхніх країн на шляху до війни з Німеччиною, то вона не зможе покинути їхні країни після закінчення війни; Наркоминдел не зміг надати переконливих запевнень з цього приводу.